# Сражение на Омовже
Сражение на Омо́вже, также — по немецкому названию реки — Сражение при Эмбахе (ныне река Эмайыги) — сражение между новгородско-владимирским войском во главе с князем Ярославом Всеволодовичем (отцом 14-летнего на тот момент Александра Невского) и Орденом меченосцев в 1234 году, выигранное Ярославом.

## Предыстория
Впервые Ярослав возглавил поход против Ордена в 1223 году. Серия походов тех лет проводилась в поддержку восстания эстов против крестоносцев. И хотя во время присутствия в Прибалтике русских войск соотношение сил складывалось не в пользу ордена, ему удалось удержать свои крепости и вплотную придвинуться к псковским рубежам, в связи с чем во Пскове возникли волнения. В частности, когда в 1228 году Ярослав начал новый поход против ордена, распространились слухи, что в действительности он планирует идти на Псков. Тогда новгородцы отказались от участия в походе, а псковичи заключили союз с Орденом, и поход был сорван.

тобе ся, княже, кланяемъ и братьи новгородьцемъ; на путь не идемъ, а братьи своеи не выдаемъ; а с рижаны есме миръ взяли. Къ Колываню есте ходивъше, серебро поимали, а сами поидосте в Новъгородъ, а правды не створися, города не взясте, а у Кѣси такоже, а у Медвѣже головѣ такоже; а за то нашю братью избиша на озѣрѣ, а инии повѣдени, а вы, роздравше, та прочь; или есте на нас удумали, тъ мы противу васъ съ святою богородицею и съ поклономъ; то вы луче насъ исѣчите, а жены и дѣти поемлете собе, а не луче погании; тъ вамъ ся кланяемъ
В 1232 году представители новгородской знати, ориентировавшиеся на союз с Михаилом Всеволодовичем Черниговским, прибыли из Чернигова во Псков. Узнав об этих событиях, Ярослав приехал из Переяславля в Новгород. Он заключил мир с псковичами, и его противникам пришлось покинуть Псков. Они были приняты во владениях Ордена, в Медвежьей Голове. Сам Михаил Всеволодович, а также трубчевский князь Святослав Всеволодович, первоначально приехавший вместе с боярами, после похода Ярослава (1231) в черниговские земли не решились на открытую борьбу.
В булле от 24 ноября 1232 года папа римский Григорий IX просил Орден направить войска, чтобы защитить наполовину языческую Финляндию, крещение которой проводили шведские епископы, от колонизации её новгородцами. В 1233 году новгородские беглецы вместе с князем Ярославом Владимировичем (сыном Владимира Мстиславича, жившим в Риге после смерти отца) овладели Изборском, но вскоре были выбиты оттуда псковичами. Решение о походе во владения Ордена было принято Ярославом после того, как крестоносцы совершили аналогичный набег на Тёсов в том же году.

## Поход и сражение
В 1234 году Ярослав пришёл из Переяславля с низовскими полками, вместе с новгородцами вторгся во владения Ордена и остановился вблизи города Юрьева, не переходя к осаде. Рыцари предприняли вылазку из Юрьева, а также из находившейся примерно в 40 км к югу от него Медвежьей Головы (Отепя), но были разбиты. Часть их вернулась за крепостные стены, а другая часть, преследуемая русскими, провалилась под лёд реки Омовжи (Эмайыги) и утонула.
Среди погибших летопись упоминает «лучьших Нѣмцовъ нѣколико и низовець» (то есть воинов Владимиро-Суздальского княжества) «нѣколико». По сведениям новгородской летописи, «поклонишася Нѣмци князю, Ярославъ же взя с ними миръ на всеи правдѣ своеи».

Иде князь Ярослав на Немци под Юрьев, и ста не дошед города… князь Ярослав биша их… на реце на Омовыже Немци обломишася. — ПСРЛ, IV, 30, 178
 По условиям мира восточная и южная часть Дерптского епископства отошла к Пскову.

## Значение
Крестоносцам было нанесено поражение на их территории, и они не предприняли вторжения более серьёзного, чем набеги на Изборск и Тёсов в 1233 году (вплоть до ослабления Северо-Восточной Руси монгольским нашествием в 1237—1239 годах). Они предприняли попытку взять реванш за счёт земель, населённых литовскими племенами (в походе на стороне Ордена участвовали и псковичи), но неудачно (1236), после чего Орден меченосцев объединился с Тевтонским орденом (1237).